# The Old Masters
The Old Masters Box 1, The Old Masters Box 2 a The Old Masters Box 3 jsou box sety amerického rockového hudebníka Franka Zappy, postupně vydané v letech 1985, 1986 a 1987. První box set obsahuje alba Freak Out!, Absolutely Free, We're Only in It for the Money, Lumpy Gravy a Cruising with Ruben & the Jets, druhý Uncle Meat, Hot Rats, Burnt Weeny Sandwich, Weasels Ripped My Flesh, Chunga's Revenge, Fillmore East - June 1971 a Just Another Band from L.A. a třetí Waka/Jawaka, The Grand Wazoo, Over-Nite Sensation, Apostrophe ('), Roxy & Elsewhere, One Size Fits All, Bongo Fury a Zoot Allures.